# Ярмолюк Наталя Миколаївна
Наталя Миколаївна Ярмолюк (нар. 12 вересня 1959 р. в м. Баранівка, Баранівський район, Житомирська область) — українська письменниця, журналістка, член НСПУ з 31 жовтня 2019 року.

## Біографія
Народилася 12 вересня 1959 року в м. Баранівка в родині українського письменника Миколи Яковича Ярмолюка. Батько працював журналістом та редактором, у зв'язку з цим родина постійно переїжджала і лише 1975 року осіла в Радомишлі.

### Освіта
1968—1975 рр. — Володар-Волинська школа.
1975—1977 рр. — Радомишльська школа № 2.
1977—1981 рр. — Житомирський педагогічний інститут.

### Родина
Батько Ярмолюк Микола Якович (1932 р.) — український письменник, журналіст, мати Ярмолюк Ольга Андріївна (1936 р.) — медична сестра, брат Сергій (1957 р.) — доктор хімічних наук, професор, завідувач відділу комбінаторної хімії Інституту молекулярної біології і генетики НАН України. Діти Сергій і Максим (1981 р.) — водії, слюсарі, Микола (1987 р.) — викладач історії та права в Центрі професійно-технічної освіти м. Житомира.

### Кар'єра
У різні роки працювала заступницею Радомишльського міського голови та заступницею Радомишльської районної адміністрації.
2011—2022 рр. — директорка комунальної установи «Територіальний центр соціального обслуговування (надання соціальних послуг) Радомишльської міської ради»

## Книги авторки

###### Етюди
1. «Ти живеш на світі» 2002 р.

###### Повісті
1. «Між каменем життя» 2019 р.
2. «Доля зіткана з прощань» 2020 р.
3. «Загублені у вічності світи» 2021 р.

###### Новели, оповідання
1. «Дзвінок із минулого» 2018 р.[4][5][6][7]

## Нагороди
2020 р. — отримала премію ім. Лесі Українки в номінації «Література».